# Droga wojewódzka nr 634
Droga wojewódzka nr 634 (DW634) – droga wojewódzka łącząca Warszawę z szeregiem miast w północno-wschodniej części aglomeracji warszawskiej. 
Na terenie Warszawy prowadzi z Lotniska Chopina ulicami: Żwirki i Wigury, Krzyckiego (tylko w kierunku północnym), Raszyńską. Następnie przez centrum ulicami: Towarową, Okopową, Słomińskiego, mostem Gdańskim (wspólnie z drogą wojewódzką nr 637), Starzyńskiego, Szwedzką do Radzymińskiej. Dalej Radzymińską (wspólnie z drogą wojewódzką nr 629), Łodygową, przez Ząbki, Zielonkę, Kobyłkę, Wołomin, Tłuszcz i Wólkę Kozłowską.
Na odcinku: Raszyńska (Krzyckiego) – Towarowa – Okopowa - Słomińskiego – Most Gdański – Starzyńskiego stanowi obwodnicę śródmiejską Warszawy.
19 września 2019 roku na terenie Warszawy skrócono jej przebieg i od tego dnia biegnie tylko do Ronda Stefana Starzyńskiego, jednocześnie wydłużając jej bieg o ul. Jagiellońską do ul. Zatylnej by była połączona z DW801.